# HD 136442
HD 136442，又名BD-01 3047，SAO 140473、HR 5706，是一颗恒星，视星等为6.35，位于銀經359.53，銀緯43.45，其B1900.0坐标为赤經15h 15m 37.4s，赤緯-2° 43.45′ 50″。